# ادیپولیور
ادیپولیور (به انگلیسی: Adippuliyur) در هند است که در تامیل نادو واقع شده‌است.

## خصوصیات
ادیپولیور ۱٬۱۸۲ نفر جمعیت دارد.